# Vojislav Lukačević
Vojislav Lukačević (en cyrillique Војислав Лукачевић), né en 1908 et mort en 1945, est un militaire yougoslave d'origine serbe. Il est, durant la Seconde Guerre mondiale, l'un des chefs du mouvement tchetnik dirigé par Draža Mihailović. 

## Biographie
Officier de réserve dans l'Armée royale yougoslave, Lukačević est mobilisé lors de l'invasion de la Yougoslavie par l'Allemagne nazie et ses alliés. Il parvient à éviter la capture et entre un temps dans la clandestinité, puis rejoint Belgrade. Ayant appris la formation par Draža Mihailović, il forme un détachement tchetnik près de Novi Pazar, dans la région du Sandžak. Il participe à la défense de la population serbe contre les miliciens albanais et musulmans, et connaît bientôt des heurts avec les Partisans communistes en Herzégovine.
Privilégiant bientôt le combat contre les communistes par rapport à celui contre les occupants, les Tchetniks nouent des alliances avec les Italiens. Début 1943, durant l'offensive Weiss dirigée contre les Partisans, Lukačević coordonne son action avec celle des Allemands et des troupes collaboratrices croates. Après la capitulation de l'Italie en septembre de la même année, il noue avec les Allemands une alliance, mettant à leur service ses troupes dans le Sandžak. Il participe à l'offensive Kugelblitz contre les Partisans fin 1943-début 1944.
En mars 1944, Lukačević séjourne à Londres avec un autre chef tchetnik, Petar Baćović, pour y représenter Mihailović au mariage du roi Pierre II. Durant l'été 1944, alors que l'autorité de Mihailović sur le mouvement tchetnik est affaiblie, Lukačević, qui espère une arrivée prochaine des Britanniques, diffuse une proclamation au nom des commandants tchetniks de la Bosnie, de l'Herzégovine orientale et du Sandžak, annonçant qu'ils prendront désormais leurs ordres directement du roi lui-même et non plus du commandement tchetnik. Il mène en août diverses opérations de résistance, attaquant notamment une division germano-croate et faisant plusieurs centaines de prisonniers. Il envoie par ailleurs aux Partisans un message leur proposant une trêve, mais ne reçoit pas de réponse. Fin septembre, il est capturé par les communistes.
Lukačević est ensuite inculpé pour collaboration et crimes de guerre, étant notamment accusé d'avoir participé au massacre de populations musulmanes à Foča. Il est condamné à mort et fusillé en août 1945.